# Humectant
Un humectant (pres del llatí humectante, mateix significat) és un substància higroscòpica que hom addiciona a certs productes comercials per aconseguir-ne l'assecament. Una altra definició que rep aquest adjectiu és: Substància que disminueix la tensió superficial i augmenta la capil·laritat de l'aigua, emprada per a facilitar l'humitejament; és el contrari d'un dessecant.
Sovint és una molècula amb diversos grups hidròfils, grups més sovint hidroxil; però, les amines i els grups carboxil, de vegades esterificats, es poden trobar també (la seva afinitat per formar enllaços d'hidrogen amb molècules d'aigua és el tret fonamental). S'utilitzen en molts productes i aliments, cosmètics, medicaments i pesticides.
Un humectant atrau i reté la humitat en l'aire proper a través de l'absorció del vapor d'aigua en i / o sota la superfície de l'organisme / d'objecte. Per contra, els dessecants també atreuen la humitat ambiental, però aquests adsorben la humitat no l'absorbeixen, i mitjançant la condensació del vapor d'aigua sobre la superfície de l'organisme / sobjecte forma una pel·lícula.
En els aliments, l'ús d'un humectant com a additiu alimentari és bàsicament per mantenir el producte alimentari humit.
D'altra banda es poden utilitzar de vegades com un component de revestiments antiestàtics per a plàstics.
En productes farmacèutics i cosmètics, aquest tipus de substàncies es poden aplicar de forma tòpica per augmentar la solubilitat de l'ingredient actiu d'un compost químic, augmentant la capacitat dels ingredients actius per penetrar la pell, i / o el seu temps d'activitat. Aquesta propietat hidratant també pot ser necessària per contrarestar un ingredient actiu de deshidratació (per exemple, sabons, corticoides, alguns alcohols, etc.). Aquesta és la raó per la qual els humectants són ingredients comuns en una àmplia gamma de productes de cosmètica i cura personal que fan afirmacions d'hidratació (com per exemple, els condicionadors per als cabells; locions per al cos, la cara o del cos de neteja; bàlsams labials; cremes per als ulls, etc.).

## Exemples
Alguns dels exemples que podem trobar d'agents humectants són:
- Propilenglicol, hexilenglicol, i butilenglicol
- Triacetat de gliceril
- Neoagarobiose
- Els alcohols de sucre (poliols de sucre), com ara glicerol, sorbitol, xilitol, maltitol
- Poliols polimèrics com ara polidextrosa
- Quillay
- Urea
- Gel d'àloe vera
- Diol MP
- Els àcids alfa hidroxi, com l'àcid làctic
- El Clorur de liti
- L'Hexametafosfat de sodi E452i

## Usos
Un humectant és una substància que s'utilitza per mantenir els productes hidratats i afecta a la conservació d'articles que poden ser utilitzats en els productes cosmètics, aliments i tabac.

### Additius alimentaris
Alguns humectants comuns com la mel i el xarop de glucosa s'utilitzen en els aliments tant per la seva absorció d'aigua com pel sabor dolç. El xarop de glucosa ajuda a retenir la forma del producte millor que altres alternatives durant un període més llarg. A més, alguns humectants són reconeguts en diferents països com a bons additius alimentaris a causa d'un augment en el valor nutricional que proporcionen, com ara hexametafosfat de sodi.
Per tal de mesurar la humectació d'un compost, els científics ho porten a terme través d'una sèrie de proves, sovint amb les proves d'absorció d'aigua. En assaigs realitzats amb pasta de dents, el procés també s'acobla amb una prova de dolçor i assaig de cristal·lització. Quan humectació està sent avaluada en diferents productes, els científics comparen els resultats amb altres humectants que ja s'utilitzen en els productes, per tal d'avaluar l'eficiència.
Alguns d'aquests humectants es veuen en poliols no iònics com la sacarosa, glicerina / glicerol i el seu triester (Triacetina). Aquests additius alimentaris humectant s'utilitzen per al propòsit de controlar la viscositat i la textura. Els humectants també se sumen a granel, retenen la humitat, redueixen l'activitat de l'aigua i realitzen la funció important de la millora de la suavitat. Un avantatge principal dels additius alimentaris humectant és que, ja que són no iònics, no s'espera que influeixin en qualsevol variació dels sistemes de pH aquós.
Els humectants s'utilitzen en la fabricació d'aliments d'humitat intermèdia, ja que estabilitzen els productes alimentaris i allarguen la seva vida útil a través de control dels aliments i la humitat. La humitat disponible determina l'activitat microbiana,les propietats físiques, les propietats sensorials i la velocitat dels canvis químics, que si no es controlen, causen una reduïda vida útil. Exemples d'alguns aliments són, el cereal sec amb panses semi-humide, un gelat de con, la xocolata, el caramel dur amb centres líquids i el formatge. Els humectants s'utilitzen per estabilitzar el contingut d'humitat dels productes alimentaris i s'incorporen com a additius alimentaris. Els humectants també s'utilitzen en la tecnologia militar avui en dia per a l'ús de MRE i altres racions militars. Un nombre d'articles de menjar han d'estar sempre humits. L'ús de humectants redueix l'aigua disponible reduint així l'activitat bacteriana.
Un exemple on els humectants s'utilitzen per mantenir els aliments humits el podem trobar en productes com la pasta de dents, així com certs tipus de galetes. Els humectants són afavorits en els productes alimentaris per la seva capacitat per mantenir els béns de consum humit i augment temps de conservació.

### Productes cosmètics
Els humectants s'utilitzen amb freqüència en cosmètica com una forma d'augmentar i mantenir la humitat en la pell i el cabell. S'utilitzen en diversos productes cosmètics, incloent xampú, condicionadors, sèrums encrespaments, locions, cremes, tractaments labials, productes de neteja, loció per a després del sol, i alguns sabons o locions per al cos. Tots els humectants tenen grups hidroxil comuns que els permeten participar en els enllaços d'hidrogen i atraient l'aigua. Aquest procés que atrau la humitat de la capa externa de la pell o, en alta humitat, de l'atmosfera. Existeixen diferents tipus d'humectants que difereien fixació d'aigua.
Els humectants utilitzats en cosmètics inclouen trietilenglicol, tripropilenglicol, glicol de propilè, i PPG. Altres humectants populars de cosmètics inclouen glicerina, sorbitol (alcohol de sucre), hexileno i butilenglicol, urea, i col·lagen. La glicerina és un dels humectants més populars utilitzats, ja que produeix el resultat desitjat amb força freqüència i és de baix cost. Els científics també estan treballant per descobrir diferents tipus de humectants; un estudi publicat el 2011 va concloure que els extractes de coques de vi tenen el potencial de ser utilitzat com un humectant en cosmètics.
Per tractar la xeriosi de la pell també s'han empleat els humectants. Algunes cremes hidratants tendeixen a afeblir la funció de barrera de la pell, però els estudis sobre la xerosi han demostrat que les cremes hidratants que contenen humectants augmenten els efectes hidratants desitjats sobre la zona afectada sense danyar dita funció. En aquest estudi els tractaments per la xerosi, alguns productes tractats amb humectants han provocat "coïssor i picor ".

### Productes del tabac
Els humectants s'utilitzen en la fabricació d'alguns productes de tabac, com ara els cigarrets, l'e-cigarrets i el tabac embolicat per un mateix. S'utilitzen per controlar i mantenir el contingut d'humitat del farcit de tabac tallat i per afegir sabor. Els humectants són vitals per a la creació de les cigarretes. En un examen de fumar pipa d'aigua, els investigadors van treballar per identificar substàncies com el formaldehid, acetaldehid i acroleïna en el fum d'una pipa d'aigua, el descobriment va ser quan es van detectar valors de formaldehidr cinc vegades més gran que la d'una cigarret regular. Aquestes dades van demostrar que quantitats creixents de humectants en el tabac sense cremar disminueix la temperatura durant la fumada, de manera que una quantitat considerable de substància tòxica estava present. A més, e-cigarrets produeixen aerosols mitjançant l'escalfament d'un humectant que conté nicotina sense combustió del tabac. Aquests "vaping" després s'inhala l'aerosol per rebre la nicotina.
El principal problema de salut en relació amb els cigarrets electrònics és que la seva producció no està regulada actualment, i hi ha una immensa incertesa de control de qualitat durant la fabricació. El tabac embolicat conté més humectants, que s'afegeixen al tabac per millorar el sabor i evitar que es ressequi. A mesura que els humectants cremen, donen curs a productes químics com ara l'acroleïna. Els humectants es troben en la majoria dels cigarrets i es consideren un dels productes químics més perillosos que es troben al tabac.